# Satellite (Starset)
Satellite è un singolo del gruppo musicale statunitense Starset, pubblicato l'8 agosto 2017 come secondo estratto dal secondo album in studio Vessels.

## Descrizione
Seconda traccia dell'album, il brano presenta melodie di sintetizzatore con un cantato ispirato ai Owl City e con influenze progressive.

## Video musicale
Il videoclip è stato pubblicato il 16 novembre 2017 attraverso il canale YouTube del gruppo e mostra un'ambientazione sci-fi nel quale paio di astronauti compiono una missione su un pianeta extraterreste, che andrà tuttavia per il verso sbagliato.

## Tracce
Testi e musiche di Dustin Bates e Joe Rickard.
CD promozionale (Stati Uniti)
1. Satellite (Album Version) – 3:59

Download digitale – remix
1. Satellite (TRAILS Remix) – 2:49

Download digitale – Acoustic Version
1. Satellite (Acoustic Version) – 3:50

## Formazione
Gruppo
- Dustin Bates – voce, programmazione aggiuntiva, chitarra
- Ron DeChant – cori aggiuntivi

Altri musicisti
- Josh Baker – programmazione aggiuntiva
- Paul Trust – programmazione aggiuntiva
- Rob Graves – chitarra
- Joe Rickard – batteria
- Igor Khoroshev – arrangiamento strumenti ad arco e orchestrali
- David Davidson – violino
- David Angell – violino
- Elizabeth Lamb – viola
- Anthony Lamarchina – violoncello

Produzione
- Rob Graves – produzione, ingegneria del suono
- Ben Grosse – missaggio
- Bob Ludwig – mastering
- Mike Plotnikoff – ingegneria del suono, registrazione batteria
- Justin Spotswood – ingegneria del suono
- Bobby Shin – registrazione strumenti ad arco
- Paul Decarli – montaggio digitale
- Josh Baker – pre-produzione aggiuntiva
- Joe Rickard – pre-produzione aggiuntiva
- Shaj Ticotin – pre-produzione aggiuntiva
- Paul Trust – pre-produzione aggiuntiva

## Classifiche
| Classifica (2017)             | Posizione massima |
| ----------------------------- | ----------------- |
| Stati Uniti (mainstream rock) | 12                |
| Stati Uniti (rock airplay)    | 40                |